# Atmosferska refrakcija
Atmosferska refrakcija ili refrakcija u atmosferi nastaje zbog prolaza svjetlosti kroz slojeve zraka različite gustoće, pa se svjetlosna zraka pri prijelazu iz jednoga sloja zraka u drugi lomi. Kako se gustoća zraka mijenja postupno, put svjetlosne zrake nije izlomljena linija nego kontinuirana krivulja. Pod normalnim uvjetima, to jest kada se gustoća zraka s visinom smanjuje, ta je krivulja zakrivljena pa je njezin udubljeni dio okrenut prema Zemlji. Budući da ljudsko oko predmete od kojih svjetlosna zraka dolazi smješta u smjeru tangente na put zrake, zemaljski predmeti, zvijezde, Mjesec i Sunce izgledaju viši nego što zapravo jesu. Kut koji čini tangenta s pravocrtnom spojnicom oka i predmeta naziva se kut refrakcije. Razlikuju se astronomska refrakcija, kada se promatraju nebeska tijela, i zemaljska refrakcija, kada se promatraju predmeti na Zemlji. Zbog astronomske refrakcije zvijezde se vide nad obzorom (horizontom) i onda kada se nalaze nešto ispod obzora; zbog nje je dan u umjerenim zemljopisnim širinama duži za 8 do 13 minuta, a polarna noć kraća za 12 dana. Zemaljskom refrakcijom vidljivi se obzor proširuje za 5 do 6%. Kod nenormalne stratifikacije atmosfere, kada gustoća zraka raste s visinom, pojavljuju se u atmosferi posebne optičke pojave (na primjer miraž).
Atmosferska refrakcija je kut između pravca prema stvarnom položaju nebeskog tijela (pravi položaj), i pravca uzduž kojeg se vidi nebesko tijelo (prividni položaj). Temeljni uzrok atmosferske refrakcije je atmosfera. Kad ne bi bilo atmosfere, svjetlosna zraka iz nebeskog tijela stizala bi pravocrtno u motriteljevo oko. Upadom svjetlosti iz zrakopraznog prostora u Zemaljsku atmosferu zraka svjetlosti se lomi i mijenja se brzina gibanja svjetlosti. Motritelj vidi nebesko tijelo u smjeru tangente na krivulju, uzduž koje se zraka giba na svom putu kroz atmosferu. Nebesko tijelo vidi se na drugom mjestu nebeske sfere, nego se ono stvarno nalazi. Vrijednost refrakcije ovisi o fizikalnim karakteristikama atmosfere (tlak, relativna vlažnost, temperatura) i o visini, odnosno, zenitnoj udaljenosti nebeskog tijela.

## Objašnjenje
Zrake svjetlosti koje dolaze od nekog udaljenog predmeta na Zemlji ili od nebeskog tijela prolaze kroz slojeve različite gustoće, pa se lome prije nego dođu u naše oko. Ta se pojava naziva refrakcija u atmosferi. Posljedica je toga da nam predmeti izgledaju viši nego što su u stvari, a često puta se vide predmeti koji se nalaze ispod obzora (horizonta). 
Zbog refrakcije svjetlosti u atmosferi nastaje u pustinjama pojava koja se zove fatamorgana. Naime, u velikim azijskim i afričkim pustinjama često su niži slojevi zraka rjeđi od viših zbog jakog zagrijavanja Zemlje. Zato se zrake koje dolaze do vrha nekog udaljenog predmeta lome uvijek od okomice, dok konačno ne postanu tako kose da se od donjeg sloja zrake totalno reflektiraju. Ako su naše oči u smjeru tako odbijenih zraka, vidjet ćemo obrnutu sliku predmeta, a uz to još i predmet u njegovu pravom položaju. Promatraču se pri tom čini da je pred njim voda u kojoj se predmet odrazuje. 
I jako ohlađivanje zračnih slojeva uz površinu zemlje može izazvati neobične slike u zraku. To se događa na primjer u hladnim morima gdje uz površinu mora nastaje jako ohlađivanje, a s time i veća gustoća zraka. Zrake svjetlosti koje dolaze od predmeta koso prema gore lome se od okomice i konačno se totalno reflektiraju i daju obrnutu i uzdignutu sliku predmeta. Iz istoga razloga često se viđaju obale koje se obično ne vide, jer se zbog velike udaljenosti nalaze ispod obzora (horizonta). Tako se na primjer kod Hastingsa u Engleskoj kojiput vidi francuska obala koja je 90 kilometara daleko.

### Lom svjetlosti u atmosferi
Zemljina atmosfera nije homogena ni izotropna, pa se svjetlost u njoj lomi na granici slojeva različitih optičkih svojstava. Srednja vrijednost indeksa loma atmosfere za vidljivi dio spektra jest n = 1,000 294, a za različite valne duljine navedene su u tablici:
| Valna duljina | Indeks loma |
| ------------- | ----------- |
| 400           | 1,000 298 3 |
| 500           | 1,000 294 3 |
| 600           | 1,000 292 2 |
| 700           | 1,000 291 0 |
| 800           | 1,000 290 2 |

Na Zemljinoj kugli uvjeti loma svjetlosti razlikuju se od onih na ravnoj plohi. Za putanju zrake svjetlosti vrijedi odnos:
{\displaystyle r\cdot n\cdot \sin \zeta ={\mbox{konstanta}}}
gdje je: r - udaljenost promatrane točke A u atmosferi od Zemljina središta, n - indeks loma, ζ - zenitni kut. Zbog opadanja gustoće zraka s visinom, zraka svjetlosti zakrivljuje se prema dolje, pa njen put u atmosferi nije pravocrtan. Zato se i zvijezde vide nad obzorom (horizontom) prividno pod većim kutom nego što je to u stvarnosti. Promjena indeksa loma n s visinom h dana je izrazom:
{\displaystyle {\frac {{\mbox{d}}n}{{\mbox{d}}h}}=-a\cdot {\frac {T_{0}\cdot p}{p_{0}\cdot T^{2}}}\cdot ({\frac {g}{R}}+{\frac {{\mbox{d}}T}{{\mbox{d}}h}})}
gdje je: a - konstanta, T - temperatura, p - tlak, g - ubrzanje zemljine sile teže, R - polumjer Zemlje. Vrijednosti s indeksom 0 označuju vrijednost pri tlu. Uz gradijent temperature dT/dh = - 3,4 °C/100 m indeks se loma s visinom ne mijenja.

## Astronomska refrakcija
Astronomska refrakcija je pojava da se izvor svjetlosti (Sunce, planeti, zvijezde i tako dalje), koji se nalazi izvan atmosfere, zbog loma u atmosferi vidi na drugom mjestu nego što se nalazi. Svjetlost prolazi do oka promatrača to dulji put što je izvor svjetlosti bliže obzoru. Time je i veći utjecaj refrakcije na otklon zrake svjetlosti (vidi tablicu). Zbog astronomske refrakcije zenitne su udaljenosti izvora svjetlosti manje nego stvarne, a Sunce i drugi izvori svjetlosti vide se i nakon što su zašli ispod geometrijskog obzora. Zbog toga se u srednjim zemljopisnim širinama dan produljuje za 8 do 12 minuta, a u polarnim predjelima i mnogo više. Prividno se izobličuje i oblik Sunca i Mjeseca na obzoru. Budući da se donji kraj Sunčeva diska pod utjecajem refrakcije podiže za 35’, a gornji kraj za svega 28’, to se Sunčev disk spljoštava za 7’ po okomici. 
| Zenitni kut pri tlu ζ0 | Kut astronomske refrakcije γ |
| ---------------------- | ---------------------------- |
| 0°                     | 0                            |
| 30°                    | 0,6’                         |
| 60°                    | 1,7’                         |
| 70°                    | 2,6’                         |
| 85°                    | 9,8’                         |
| 88°                    | 18,2’                        |
| 89°                    | 24,4’                        |
| 89,3°                  | 27,4’                        |
| 89,7°                  | 30,9’                        |
| 90°                    | 34,9’                        |

U normalnim uvjetima (0 °C, 1 bar) promjena indeksa loma može biti tolika da zraka svjetlosti ima potpuno vodoravnu putanju. Polumjer zakrivljenosti Rs’ putanje svjetlosti zavisi od gradijenta temperature u najdonjem sloju atmosfere. Tablica pokazuje da se uz nadadijabatski gradijent temperature od -3,4 °C/100 m na početku vodoravna zraka širi dalje pravocrtno. Za još veći gradijent temperature zraka svjetlosti uopće neće doći u oko promatrača zbog savijanja prema gore. Uz porast temperature s visinom zraka i uvjet da je i = 90 °, zraka će se otklanjati prema Zemljinoj površini. Uz porast temperature od 11,4 °C/100 m i više, zraka svjetlosti koja izađe iz neke točke širit će se vodoravno i nikad neće izaći u svemir. 

### Zemaljska ili terestička refrakcija
Zemaljska ili terestička refrakcija pojavljuje se kad se izvor svjetlosti nalazi u Zemljinoj atmosferi. Kut loma γ bit će to veći što je izvor svjetlosti na većoj udaljenosti od promatrača. Tako za udaljenost 10 kilometara kut loma iznosi 20", a za udaljenost 40 kilometara već 40", što se mora uvažiti pri geodetskim mjerenjima. 
Zbog terestičke refrakcije nastaje važna pojava depresija prividnog obzora ili horizonta. Ako se promatrač nalazi na visini h iznad Zemlje, tada će udaljenost obzora D (dužina AB) biti:
{\displaystyle D={\sqrt {(R+h)^{2}-R^{2}}}\approx 3,57\cdot {\sqrt {h}}}
gdje je: R - polumjer Zemlje. 
Zbog Zemaljske refrakcije u oko promatrača ne dolaze izravne zrake, već zakrivljene, koje su paralelne sa Zemljinom površinom u točki B1, pa se stoga obzor vidi pod kutom Δ, koji je manji od stvarnog kuta d (opažene depresije):
{\displaystyle \Delta ={\sqrt {d^{2}+2\cdot (n-n_{0})}}}
gdje su: n i n0 indeksi loma u točki A i B1. Stvarno proširenje obzora uz normalne uvjete tlaka zraka i temperature jest: 
{\displaystyle D_{1}=1,08\cdot D}
| Gradijent temperature dT/dh (K/100 m) | Polumjer zakrivljenost Rs' (km) |
| ------------------------------------- | ------------------------------- |
| -3,4                                  | ∞                               |
| - 1,0                                 | 39 000                          |
| - 0,5                                 | 37 700                          |
| 0,0                                   | 27 700                          |
| 6,9                                   | 9 100                           |
| 11,4                                  | 6 370                           |

Iz gornjeg izraza se vidi da se stvarni obzor poklapa s geodetskim, D = D1, samo kada je n = n0. Ako je n > n0, to jest kada gustoća zraka raste s visinom, putanja zrake svjetlosti je ispupčena prema Zemljinoj površini, pa je obzor spušten i sužen prema obzoru. Budući da je u normalnim uvjetima n0 > n, to je Δ < d i D1 > D, pa se opaža neko podizanje i proširenje obzora, a na to smo proširenje navikli. Katkada je opadanje gustoće s visinom znatno, pa se vide predmeti na obzoru koji se inače ne vide. Uz uvjete bistre atmosfere i jakih prizemnih temperaturnih inverzija, mogu se na moru vidjeti obale vrlo udaljenih zemalja, a u planinama veoma udaljeni vrhovi.
| Visina motritelja nad tlom (m) | Geodetska depresija d | Motrena depresija Δ | Geometrijska udaljenost obzora D (km) | Motrena udaljenost obzora D1 (km) |
| ------------------------------ | --------------------- | ------------------- | ------------------------------------- | --------------------------------- |
| 1                              | 2'                    | 2'                  | 3,5                                   | 4,0                               |
| 10                             | 6'                    | 5'                  | 11                                    | 12                                |
| 100                            | 21'                   | 19'                 | 36                                    | 38                                |
| 1000                           | 1° 5'                 | 1°                  | 113                                   | 122                               |